# Dự án nhà máy điện thủy triều Penzhin
Dự án nhà máy điện thủy triều Penzhin là một tập hợp các đề xuất xây dựng nhà máy điện thủy triều ở vịnh Penzhin, một nhánh phía trên bên phải của vịnh Shelikhov ở góc đông bắc của biển Okhotsk. Vịnh Penzhin là nơi có cường độ thủy triều mạnh nhất trên thế giới. Một trong những đề xuất là xây nhà máy điện thủy triều có công suất lắp đặt 87 GW và sản xuất hàng năm 200 TWh điện.
Thủy triều trên Vịnh Penzhin cao 9 mét (30 ft) và đạt 12,9 mét (42 ft) khi triều cường, có biên độ cao nhất Thái Bình Dương. Vì diện tích của lưu vực vịnh Penzhin là 20.530 km² (7.930 mi2), tương ứng với lưu lượng nước là 360–530 km³. Lưu lượng nước này cao hơn 20 lần - 30 lần so với con sông lớn nhất thế giới, sông Amazon.